# Cremastus lineatus
Cremastus lineatus är en stekelart som beskrevs av Johann Ludwig Christian Gravenhorst 1829. Cremastus lineatus ingår i släktet Cremastus och familjen brokparasitsteklar. Arten är reproducerande i Sverige. Utöver nominatformen finns också underarten C. l. ibericus.